# Rinkai-Linie
| TWR-Baureihe 70-000 im Bahnhof Shinonome |                   |                               |                               |
| Streckenlänge: | 12,2 km           |                               |                               |
| Spurweite: | 1067 mm (Kapspur) |                               |                               |
| Stromsystem: | 1500 V =          |                               |                               |
| Streckengeschwindigkeit: | 100 km/h          |                               |                               |
| |                   |                               |                               |
| \| \| \| Saikyō-Linie / Yamanote-Linie \| \| \| \| 0.0 \| Ōsaki \| Ōsaki \| \| \| \| Yamanote-Linie \| \| \| \| \| Tōkaidō-Shinkansen \| \| \| \| \| Shōnan-Shinjuku-Linie \| \| \| \| \| \| \| \| \| \| Ōimachi-Linie \| \| \| \| 1,7 \| Ōimachi Keihin-Tōhoku-Linie \| Ōimachi Keihin-Tōhoku-Linie \| \| \| \| Tōkaidō-Hauptlinie \| \| \| \| \| Keikyū-Hauptlinie \| \| \| \| 3,3 \| Shinagawa Seaside \| Shinagawa Seaside \| \| \| 5,4 \| Tennōzu Isle \| Tennōzu Isle \| \| \| \| Tōkyō Monorail \| \| \| \| \| \| \| \| \| \| Keikyū Kūkō-Linie \| \| \| \| \| Betriebswerk \| \| \| \| \| \| \| \| \| \| Yurikamome \| \| \| \| 7,3 \| Tōkyō Teleport \| Tōkyō Teleport \| \| \| \| \| \| \| \| 8,7 \| Kokusai-Tenjijō \| Kokusai-Tenjijō \| \| \| \| Yurikamome \| \| \| \| \| \| \| \| \| 10,0 \| Shinonome \| Shinonome \| \| \| \| \| \| \| \| \| Yūrakuchō-Linie \| \| \| \| \| Keiyō-Linie \| \| \| \| 12,2 \| Shin-Kiba \| Shin-Kiba \| \| \| \| U-Bahn-Betriebswerk \| \| |                   |                               |                               |
| Strecke |                   | Saikyō-Linie / Yamanote-Linie | Saikyō-Linie / Yamanote-Linie |
| Bahnhof | 0.0               | Ōsaki                         | Ōsaki                         |
| Abzweig geradeaus und nach links |                   | Yamanote-Linie                | Yamanote-Linie                |
| Kreuzung geradeaus unten |                   | Tōkaidō-Shinkansen            | Tōkaidō-Shinkansen            |
| Abzweig geradeaus und nach rechts |                   | Shōnan-Shinjuku-Linie         | Shōnan-Shinjuku-Linie         |
| Tunnelanfang |                   |                               |                               |
| Kreuzung mit oberirdischer Strecke (im Tunnel) · Strecke von rechts |                   | Ōimachi-Linie                 | Ōimachi-Linie                 |
| | 1,7               | Ōimachi Keihin-Tōhoku-Linie   | Ōimachi Keihin-Tōhoku-Linie   |
| Kreuzung mit oberirdischer Strecke (im Tunnel) |                   | Tōkaidō-Hauptlinie            | Tōkaidō-Hauptlinie            |
| Kreuzung mit oberirdischer Strecke (im Tunnel) |                   | Keikyū-Hauptlinie             | Keikyū-Hauptlinie             |
| Bahnhof (im Tunnel) | 3,3               | Shinagawa Seaside             | Shinagawa Seaside             |
| | 5,4               | Tennōzu Isle                  | Tennōzu Isle                  |
| U-Bahn-Strecke nach links · Kreuzung mit oberirdischer Strecke (im Tunnel) |                   | Tōkyō Monorail                | Tōkyō Monorail                |
| |                   |                               |                               |
| Kreuzung mit oberirdischer Strecke (im Tunnel) |                   | Keikyū Kūkō-Linie             | Keikyū Kūkō-Linie             |
| Betriebs-/Güterbahnhof Streckenanfang und quer · Abzweig geradeaus und von rechts (im Tunnel) |                   | Betriebswerk                  | Betriebswerk                  |
| |                   |                               |                               |
| Kreuzung mit oberirdischer Strecke (im Tunnel) |                   | Yurikamome                    | Yurikamome                    |
| Bahnhof (im Tunnel) | 7,3               | Tōkyō Teleport                | Tōkyō Teleport                |
| |                   |                               |                               |
| Bahnhof (im Tunnel) | 8,7               | Kokusai-Tenjijō               | Kokusai-Tenjijō               |
| Kreuzung mit oberirdischer Strecke (im Tunnel) |                   | Yurikamome                    | Yurikamome                    |
| Tunnelende |                   |                               |                               |
| Bahnhof | 10,0              | Shinonome                     | Shinonome                     |
| Brücke über Wasserlauf |                   |                               |                               |
| U-Bahn-Strecke von links (im Tunnel) · Kreuzung mit U-Bahn mit Tunnelstrecke |                   | Yūrakuchō-Linie               | Yūrakuchō-Linie               |
| U-Bahn-Tunnelende · Abzweig geradeaus und von links |                   | Keiyō-Linie                   | Keiyō-Linie                   |
| | 12,2              | Shin-Kiba                     | Shin-Kiba                     |
| U-Bahn-Betriebs-/Güterbahnhof Streckenende |                   | U-Bahn-Betriebswerk           | U-Bahn-Betriebswerk           |

Die Rinkai-Linie (jap. りんかい線, Rinkai-sen, dt. „Küstenlinie“) ist eine Bahnlinie in der japanischen Hauptstadt Tokio, die den Bezirk Shinagawa mit dem Bezirk Kōtō verbindet. Sie ist die einzige von der Gesellschaft Tōkyō Rinkai Kōsoku Tetsudō K.K. (東京臨海高速鉄道株式会社, engl. Tokyo Waterfront Area Rapid Transit Inc.) betriebene Linie. Befahren wird sie auch von Zügen der East Japan Railway Company (JR East), die auf der Saikyō-Linie weiter nach Shinjuku, Ikebukuro, Ōmiya und Kawagoe verkehren.

## Beschreibung
Die Strecke ist 12,2 km lang und besitzt die in Japan übliche Spurweite von 1067 mm (Kapspur). Auf einer Länge von rund 10 km verläuft sie in einem Tunnel, im übrigen Bereich aufgeständert oder im Einschnitt, so dass sie vollständig höhenfrei ist. Erschlossen werden die künstlichen Inseln Aomi und Odaiba in der Bucht von Tokio sowie der küstennahe Bereich des Bezirks Shinagawa (nordwestlicher Teil des Tokioter Hafens). In fünf der acht bedienten Bahnhöfe liegen die Bahnsteige unterirdisch. Südlich des Bahnhofs Shinagawa Seaside erreicht der Tunnel eine Tiefe von 40 Metern.

## Geschichte
Die Verwaltung der Präfektur Tokio strebte in den 1980er Jahren danach, das Hafengebiet durch Landgewinnung zu einem neuen Subzentrum (Tōkyō Rinkai Fukutoshin, „Tokioter Küsten-Subzentrum“) auszubauen, um so der fortschreitenden Konzentration von Arbeitsplätzen im Stadtzentrum entgegenzuwirken. Bald war klar, dass zur Befriedigung der steigenden Verkehrsbedürfnisse eine vollwertige Eisenbahnlinie notwendig sein würde. Dazu bot sich ein 1983 von der Japanischen Staatsbahn (JNR) stillgelegtes Teilstück der Keiyō-Güterbahn westlich von Shin-Kiba an. Diese hätte ursprünglich von Kawasaki nach Kisarazu führen sollen, doch das sinkende Güterverkehrsaufkommen hatte die JNR zur Aufgabe des Projekts gezwungen.
1992 begannen die Bauarbeiten. Das erste Teilstück zwischen Shin-Kiba und Tokyo Teleport wurde am 30. März 1996 eröffnet. Zu Beginn trug die Linie die Bezeichnung Rinkai-Fukutoshin-Linie (臨海副都心線, Rinkai-fukutoshin-sen). Ihren heutigen Namen erhielt sie am 1. September 2000. Die Eröffnung des zweiten Teilstücks zwischen Tokyo Teleport und Tennōzu Isle erfolgte am 31. März 2001. Mit der Inbetriebnahme des dritten Teilstücks nach Ōsaki am 1. Dezember 2002 war die Rinkai-Linie vollendet. Die Kosten des Projekts waren ursprünglich auf 290 Milliarden Yen veranschlagt worden, betrugen letztlich aber 440 Milliarden Yen. 2005 wurden im Durchschnitt täglich 140.000 Fahrgäste gezählt. Seither weist die Rinkai-Linie kontinuierlich steigende Nutzerzahlen auf. Im Fiskaljahr 2014 zählte sie 240.300 Fahrgäste täglich.
Im Februar 2024 wurde bekanntgegeben, dass die Tōkyō Rinkai Kōsoku Tetsudō K.K. von der Verwaltung der Präfektur Tokio mit der Durchführung des Fahrbetriebs einer geplanten Zweigstrecke, welche vom Bahnhof Kokusai-Tenjijō aus in Richtung Norden über Harumi, Tsukiji und Ginza zum Bahnhof Tokio führen soll, beauftragt wird. Die Eröffnung der Strecke, welche über sieben Stationen bei einer Streckenlänge von 6,1 Kilometern verfügen soll, ist für 2040 vorgesehen. Gemeinsam mit der Haneda Airport Access-Linie, welche seit 2023 von JR East gebaut wird und nach der Fertigstellung 2031 von der Station Tōkyō Teleport aus zum Flughafen Haneda führen wird, werden Direktverbindungen zwischen dem Flughafen und den Bahnhof Tokio ermöglicht. Die Kosten für das Projekt werden mit einer Höhe von 420 bis 510 Milliarden Yen veranschlagt. Zusätzlich wird eine Verbindung zum Tsukuba Express geplant, dessen stadteinwärtige Endstation sich aktuell am Bahnhof Akihabara befindet.

## Bahnhöfe
| Name                               | Anschlusslinien                                     | Koordinaten                       | Bezirk    | Foto |
| ---------------------------------- | --------------------------------------------------- | --------------------------------- | --------- | ---- |
| Ōsaki (大崎)                       | Saikyō-Linie, Yamanote-Linie, Shōnan-Shinjuku-Linie | 35° 37′ 10,9″ N, 139° 43′ 42,8″ O | Shinagawa |      |
| Ōimachi (大井町)                   | Keihin-Tōhoku-Linie, Ōimachi-Linie                  | 35° 36′ 26,7″ N, 139° 44′ 4,5″ O  | Shinagawa |      |
| Shinagawa Seaside (品川シーサイド) |                                                     | 35° 36′ 34,9″ N, 139° 44′ 58,9″ O | Shinagawa |      |
| Tennōzu Isle (天王洲アイル)        | Tōkyō Monorail                                      | 35° 37′ 13,9″ N, 139° 45′ 3″ O    | Shinagawa |      |
| Tōkyō Teleport (東京テレポート)    | Yurikamome (Stationen Odaiba-Kaihinkōe und Aomi)    | 35° 37′ 39″ N, 139° 46′ 43,7″ O   | Kōtō      |      |
| Kokusai-Tenjijō (国際展示場)       | Yurikamome (Station Ariake)                         | 35° 38′ 4,1″ N, 139° 47′ 30,5″ O  | Kōtō      |      |
| Shinonome (東雲)                   |                                                     | 35° 38′ 26,3″ N, 139° 48′ 12,4″ O | Kōtō      |      |
| Shin-Kiba (新木場)                 | Keiyō-Linie, Yūrakuchō-Linie                        | 35° 38′ 45,3″ N, 139° 49′ 36,6″ O | Kōtō      |      |

## Betreibergesellschaft

Unternehmenslogo

Betreiberin der Rinkai-Linie ist die Tōkyō Rinkai Kōsoku Tetsudō K.K. (東京臨海高速鉄道株式会社, engl. Tokyo Waterfront Area Rapid Transit Inc.), kurz TWR. Sie war am 12. März 1991 ausdrücklich mit dem Zweck gegründet worden, die Bahnlinie zu bauen und zu betreiben. Die TWR ist ein „Unternehmen des dritten Sektors“ (第三セクター daisan sekutā), also eine öffentlich-private Partnerschaft.
Am 1. April 2014 waren folgende Aktionäre an der TWR beteiligt:
- Präfektur Tokio: 91,32 %
- JR East: 2,41 %
- Bezirk Shinagawa: 1,77 %
- Mizuho Bank: 0,70 %
- Bank of Tokyo-Mitsubishi: 0,46 %
- Sumitomo Mitsui Financial Group: 0,34 %
- 41 weitere Unternehmen: 3,00 %